# James Crabe
James Crabe (Los Angeles, 19 agosto 1931 – Sherman Oaks, 2 maggio 1989) è stato un direttore della fotografia statunitense.
Ha ottenuto una nomination all'Oscar alla migliore fotografia nel 1981 per La formula di John G. Avildsen. Con Avildsen ha collaboratore in altre occasioni tra cui Salvate la tigre (1973), Rocky (1976) e Per vincere domani - The Karate Kid (1984).